# Barbro Owens-Kirkpatrick
Barbro Appelquist Owens-Kirkpatrick (* 25. Dezember 1946 in Helsinki) ist eine US-amerikanische Diplomatin.

## Leben
Barbro Owens-Kirkpatrick machte einen Bachelor in Wirtschaft an der Handelshochschule Helsinki und einen Master of Public Administration an der Woodrow Wilson School der Princeton University. 
Sie trat in den Dienst des Außenministeriums der Vereinigten Staaten, für das sie 1983 als Diplomatin die 82nd Airborne Division bei der US-Invasion in Grenada unterstützte. Von 1986 bis 1988 wirkte Owens-Kirkpatrick als Diplomatin an der US-Botschaft in El Salvador. Ferner arbeitete sie als stellvertretende Leiterin der US-Botschaft in Barbados und als Special Assistant der Ständigen Vertreterin der Vereinigten Staaten bei den Vereinten Nationen. 1989 erwarb sie einen Abschluss des United States Army War College.
Owens-Kirkpatrick war in den 1990er Jahren in verschiedenen leitenden Funktionen beschäftigt. Sie war von 1992 bis 1993 im Außenministerium als Vizedirektorin des Büros für internationale Sicherheitsoperationen unter anderem mit dem Bosnienkrieg und dem somalischen Bürgerkrieg befasst. Beim United States National Security Council arbeitete sie von 1993 bis 1994 als Direktorin für interamerikanische Angelegenheiten. Ihre Schwerpunkte lagen auf Kuba, der Krise in Haiti (Operation Uphold Democracy) sowie auf Zentral- und Südamerika. Owens-Kirkpatrick wirkte anschließend von 1994 bis 1997 als Diplomatin an der US-Botschaft in Mexiko, während der demokratischen Reformen des Präsidenten Ernesto Zedillo Ponce de León und des beginnenden Chiapas-Konflikts. Von 1997 bis 1998 leitete sie das Büro für europäische Sicherheit und Politik im US-Außenministerium. Sie war für die NATO-Osterweiterung, für den Umgang mit dem Kosovo-Konflikt und für die Feierlichkeiten zum 50. Jahrestag der NATO-Gründung zuständig.
Barbro Owens-Kirkpatrick wurde 1999 Botschafterin der Vereinigten Staaten in Niger. Im Vorfeld der Plame-Affäre bezeichnete sie die falschen Gerüchte, Niger hätte Yellowcake aus seinen Uranminen an den Irak geliefert, in einem internen Bericht als höchst unwahrscheinlich. Ihre Amtszeit als Botschafterin endete 2002.
Owens-Kirkpatrick ist mit Alexander Kirkpatrick verheiratet, einem Mitarbeiter des US-Außenministeriums. Das Paar hat zwei Kinder.